# WILD WILD WILD
「WILD WILD WILD」（ワイルド ワイルド ワイルド）は、EXILE THE SECONDの5枚目のシングル。2016年9月21日にrhythm zoneから発売。

## 概要
2016年に本格始動したEXILE THE SECONDの、初の単独ツアー『WILD WILD WARRIORS』に向けた3カ月連続リリースとなるシングル3部作の第3弾。
グループにAKIRAが加入し、6人体制では初のシングルとなる。「CD+DVD」、「CDのみ」、FC・モバイル限定で「ワンコインCD」の3形態での発売。CDには、表題曲を含む全2曲4バージョンを収録。DVDには、表題曲のミュージックビデオを収録。
表題曲「WILD WILD WILD」のミュージックビデオには、THE RAMPAGE from EXILE TRIBEがダンサーとして参加。ディレクターは二宮“NINO”大輔。カップリング曲「RAY」のミュージックビデオは後に発売となったアルバム『EXILE THE SECOND THE BEST』に収録された。
オリコン週間シングルランキングでは初の首位獲得となった。アルバムでは既に首位獲得があったものの、シングルではデビュー以来初のことであった。

## 収録曲

### CD
全作詞：SHOKICHI
1. WILD WILD WILD[3:31]
作曲：UTA, Petrus Vestberg, Tove Quick, Erik Carlfjord, Johan Thölin / 編曲：UTA(TinyVoice,Production)
  - ワーナー・ブラザース映画配給映画『スーサイド・スクワッド』日本版イメージソング[5]
  - TBS系『王様のブランチ』2016年9月度エンディングテーマ[6]
  - 洋服の青山「AOYAMA PRESTIGE TECHNOLOGY」CMソング[7]
  - アルペン × アディダス「ADIDAS DREAM CAMPAIGN With EXILE THE SECOND」CMソング[8]
2. RAY [4:05]
作曲：HENRIK Nordenback, SHOKICHI, SIRIUS, BIG-F
3. WILD WILD WILD (Instrumental)
4. RAY (Instrumental)

### DVD
1. WILD WILD WILD (Music Video)